# Pomnik zwiadowców w Rzecinie
Pomnik zwiadowców – dawny pomnik w formie głazu z tablicami, który zlokalizowany był w Rzecinie w gminie Wronki, na terenie Puszczy Noteckiej. Znajdował się w odległości około 900 m na południowy wschód od rozwidlenia z kapliczką w centrum wsi, przy gruntowej drodze na Wronki, niedaleko leśniczówki Lutyniec.

## Charakterystyka
Obiekt odsłonięto w 1969. Miał formę głazu narzutowego z tablicą przedstawiającą spadochron. Na ściance wysokiego, kamiennego cokołu wmurowana była druga tablica o treści Na wieczną pamięć partyzantów sztabu Armii Czerwonej i ruchu oporu Puszczy Nadnoteckiej poległym w 1944 r. Społeczeństwo i kombatanci. 
Pomnik upamiętniał grupę szesnastu zwiadowców Armii Czerwonej (połowa z nich była Polakami, głównie z Lublina), która w nocy z 21 na 22 września 1944 wylądowała tutaj (około godz. 23.00), by rozpoznać sytuację na tyłach wroga przed ofensywą na Berlin. Miała też stanowić wsparcie dla oddziału Mikołaja Kozubowskiego operującego w tych rejonach. Lądowania dokonano w tym miejscu prawdopodobnie w wyniku pomyłki pilota, który zrzucił skoczków prosto na oddział stacjonującego tutaj Wehrmachtu i konną grupę własowców. Część skoczków wpadła do jeziora Rzecińskiego. Po niezwłocznej reakcji Niemców tylko siedmiu zwiadowcom udało się uciec, trzech zabito, a sześciu ujęto. Zginął m.in. dowódca grupy - Szłykow i w miejscu jego śmierci stał pomnik. 
Akcja zrzutu była przeprowadzona wyjątkowo błędnie. Omyłkowo wybrane miejsce lądowania dało przewagę Niemcom i własowcom. Część zwiadowców została zastrzelona jeszcze w locie (m.in. Szłykow), a część potopiła się w jeziorze. Zatonął także sprzęt oddziału i zapasy, jakie transportowano dla Kozubowskiego (ocalała radiostacja). Na niekorzyść spadochroniarzy działała też wyjątkowo jasna noc i białe spadochrony. Trzech skoczków (Polaków) ukrywających się w stogu siana zadenuncjował niemiecki gospodarz. Wehrmacht użył jako żywych tarcz polskich mieszkańców wsi, w wyniku czego Polacy poddali się i zostali wywiezieni do aresztu w Szamotułach. Jeden z Polaków z Lublina (zastępca Szłykowa) broniących się nad jeziorem popełnił samobójstwo ostatnim posiadanym pociskiem. 22 września Niemcy użyli polskich mieszkańców wsi do poszukiwań sprzętu i broni skoczków, w obawie przed zastosowaniem wybuchowych pułapek. Trzech poległych skoczków pochowano pod lasem (Szłykowa, jego zastępcę - Polaka i wywiadowcę), w miejscu byłego pomnika. Po wojnie (1947) zwłoki poległych w Rzecinie przewieziono do Wronek - Polaka pogrzebano na cmentarzu parafialnym, a Rosjan na Rynku. 21 kwietnia 1970 przewieziono zwłoki Rosjan na cmentarz wojskowy Miłostowo w Poznaniu i złożono je w kwaterze 2A.
Według uzgodnień z Urzędem Wojewódzkim i Oddziałem IPN w Poznaniu oraz Nadleśnictwem we Wronkach, cokół pomnika nie został rozebrany. Natomiast tablice (zdjęte jeszcze w 2018 roku i zabezpieczone przez IPN) zostały zastąpione nowymi i pomnik poświęcony został – zgodnie z życzeniem miejscowej społeczności – ofiarom II wojny światowej – ośmiu mieszkańcom Rzecina zamordowanym przez Niemców w latach 1941-1943.